# Clepticus
Clepticus – rodzaj ryb okoniokształtnych z rodziny wargaczowatych.

## Klasyfikacja
Gatunki zaliczane do tego rodzaju:
- Clepticus africanus
- Clepticus brasiliensis
- Clepticus parrae